# Бруннер, Доминик
Бруннер, Доминик Флориан (нем. Dominik Florian Brunner, 18 мая 1959, Штутгарт — 12 сентября 2009, Мюнхен) — немецкий бизнесмен, топ-менеджер компании Erlus AG, крупнейшего немецкого производителя черепицы. Погиб в результате драки с криминальными элементами на пригородной платформе города Мюнхена, заступившись за группу школьников.

## Биография
Доминик Бруннер родился в семье предпринимателя. Его отец, Оскар Бруннер, работал менеджером в компании Erlus AG. После окончания школы в Ландсхуте продолжил обучение на юридическом факультете Мюнхенского университета Людвига-Максимилиана. По завершении обучения в Университете работал на разных должностях в Сан-Франциско и Париже. Последовав примеру отца поступил на работу в компанию Erlus AG. В его зону ответственности входили финансы, общее администрирование, управление персоналом, юридические вопросы и закупки.
В 90-х годах Доминик Бруннер брал уроки кикбоксинга на базе спортивного центра Boxclub Straubing, но прекратил тренировки, после того, как убедился, что многие молодые люди приходят в клуб, для того, чтобы научиться бить других людей.

## Смерть
Два подростка, Маркус Шиллер и Себастиан Лебингер, пристали с целью грабежа к группе школьников младшего возраста 12 сентября 2009 года в пригородной электричке города Мюнхена. Доминик Бруннер вступил в драку и был убит, когда он вместе с подростками сошёл на станции Solln. Последовавшее разбирательство показало, что непосредственной причиной смерти стали существующие болезни сердца.
Маркусу Шиллеру и Себастиану Лебингеру было предъявлено обвинение в убийстве. В ходе разбирательства судебного дела был поставлен вопрос о том, каким образом избиение со стороны обвиняемых повлияло на смерть Доминика Бруннера, так как существовало три разных версии произошедших событий. В тот момент, когда подростки начали приставать к школьникам, Доминик Бруннер призвал их к порядку и попросил остановиться. Нападавшие не послушались, и Бруннер сообщил в полицию о происшествии. После этого Бруннер крикнул школьникам «бегите», занял боевую позицию и начал драку с подростками. Согласно показаниям другого свидетеля, Бруннер приблизился к нападавшим, произнес фразу «это то, что ты хотел» и ударил Маркуса Шиллера в лицо. Дело Доминика Бруннера вызвало в Германии широкий общественный резонанс и бурную дискуссию на предмет того, какая ответственность лежит на самом Доминике за начало драки, хотя он и был обозначен в последовавших публикациях в прессе как герой.

## Награды
Доминик Бруннер был посмертно награждён Баварским Орденом «За заслуги» и Орденом «За заслуги перед Федеративной Республикой Германия».